# Angliers, Québec
Angliers är en by i Québec i Kanada, till 2017 en egen kommun av typen village. Den ligger i regionen Abitibi-Témiscamingue, i den sydöstra delen av landet, 400 km nordväst om huvudstaden Ottawa.